# Coprosma perpusilla
Coprosma perpusilla  là một loài thực vật có hoa trong họ Thiến thảo. Loài này được Colenso mô tả khoa học đầu tiên năm 1889.